# Irena Eulogia Paleologina
Irena Eulogia Paleologina (ur. ok. 1218, zm. po 1284) – córka Andronika Paleologa, siostra cesarza Michała VIII Paleologa. 

## Życiorys
Jej mężem był arystokrata bizantyński - Jan Kantakuzen. Jako pierwsza powiadomiła swojego brata o zajęciu Konstantynopola w 1261 roku. Przeciwniczka unii lyońskiej. Należała do czołowych przedstawicieli opozycji skupionej wokół patriarchy Arseniusza Autorejana. W 1273 roku Michał VIII kazał ją uwięzić w twierdzy św. Jerzego w Nikomedii. Uciekła stamtąd do Bułgarii. Wraz z córką Marią, carycą Bułgarii, planowała sojusz z Egiptem przeciw Michałowi VIII. Po śmierci swego brata w 1282 domagała się od jego następcy Andronika II Paleologa wyrzeczenia się unii lyońskiej. Brała udział na synodzie w Adramyttion w 1284, wraz ze swoimi córkami Anną i Teodorą. Wstąpiła do monasteru, przyjmując imię zakonne Eulogia. 